# Cerro Purumecte
El Cerro Purumecte es una meseta montañosa ubicada en el parque nacional Canaima, en el extremo este del estado Bolívar en Venezuela, cerca de la frontera con el Territorio del Esequibo. A una altura promedio de 1.337 m s. n. m., el Cerro Purumecte es una de las montañas más altas en Bolívar. Sobre la falda norte del Purumecte se ubica la cascada «Tucui-merú».

## Ubicación
El Cerro Purumecte está ubicado en un exclusivo punto natural, rodeado de sabana y tepuies por todas sus coordenadas, del sector Oriental del parque nacional Canaima, en lo que se considera la entrada a la Gran Sabana. El acceso se ubica al este del Monumento al Soldado Pionero, en la Carretera Troncal N° 10, km. 88, vía Santa Elena de Uairén. El caserío indígena de «Secumaraec-ta» se encuentra a unos 5 km al norte, mientras que el pueblo de «Ají» y «Luepa» se encuentran hacia el oeste, vía la estación Terrena de Luepa.